# Moyamoya/guruguru
「moyamoya／guruguru」（モヤモヤ／グルグル）は、ケツメイシのメジャー24作目・通算27枚目のシングル。 　　　　　  　

## 概要
CD・CD+DVDの2形態で発売。
「バラード/君とつくる未来」以来2年ぶりの両A面。

## 収録曲

### CD
全作詞：ケツメイシ
1. moyamoya
  - 作曲：ケツメイシ & SHIBU　編曲：h-wonder
2. guruguru
  - 作曲：ケツメイシ & THE COMPANY　編曲：THE COMPANY
3. 負の街
  - 作曲：ケツメイシ & THE COMPANY、編曲：THE COMPANY
4. guruguru （THE COMPANY "Flip Side" Remix）

### DVD
1. moyamoya MV
2. guruguru MV

## タイアップ
| 曲名     | タイアップ                              |
| guruguru | NATURAL BEAUTY BASIC コマーシャルソング |